# Главы Сургута
Список глав города Сургут XX—XXI веках.

## 1-й секретарь горкома КПСС
- Бахилов Василий Васильевич (1965—1970)
- Конев Михаил Михайлович (1970—?)
- Мачехин Герман Семёнович (1974—1978)
- Голощапов Григорий Иванович (1978—1981)
- Аникин Николай Григорьевич (1981—1990)
- Макущенко Дмитрий Васильевич (1990—1991)

## Председатель горисполкома[1]
- Пешев Леонид Васильевич (август — ноябрь 1965)
- Мунарёв Пётр Александрович (1965—1973)
- Мачехин Герман Семёнович (1973—1974)
- Мелихов Юрий Михайлович (1974—1977)
- Чинчевич Александр Владимирович (1977—1979)
- Аникин Николай Григорьевич (1979—1981)
- Марчук Олег Данилович (1981—1988)
- Рокецкий Леонид Юлианович (1988—1990)
- Сидоров Александр Леонидович (1990—1991)

## Глава города[1]
- Сидоров Александр Леонидович (1991 — октябрь 2010)
- Попов Дмитрий Валерьевич (октябрь 2010 — 26 мая 2016)
- и. о. Лапин Олег Михайлович (26 мая — 2 июля 2016)
- Шувалов Вадим Николаевич (с 2 июля 2016 по 9 декабря 2020)
- и. о. Томазова Анна Николаевна (с 10 декабря 2020 по 27 февраля 2021)
- Филатов Андрей Сергеевич (с 27 февраля 2021 по 26 апрель 2024)
- и. о. Батракова Людмила Михайловна (с 26 апрель 2024 по 4 июля 2024)
- Слепов Максим Николаевич (с 05.07 по настоящее время)